# Скалозубов, Дмитрий Петрович
Дмитрий Петрович Скалозубов (1861—1915) — невропатолог, доктор медицины, ординарный профессор Московского университета.

## Биография
Окончил медицинский факультет Московского университета (1868). Стажировался в больнице «Сальпетриер» (в Париже). Начал службу в Шереметьевской больнице, затем служил в больнице для чернорабочих. Получил степень доктора медицины (1876) защитив диссертацию «О мышьячном параличе». С 1884 года на кафедре систематических и клинических учений о нервных и душевных болезнях: доцент (1884), экстраординарный профессор (1885), ординарный профессор (1888).
Экстраординарный профессор на кафедре нервных болезней Казанского университета (1885—1892). Покинул Казанский университет (1892) из-за тяжёлой болезни. 